# Joigny (Adelsgeschlecht)
Joigny war die erste bekannte Dynastie der Grafschaft Joigny. Die Familie trat 1137 erstmals in Erscheinung, und regierte Joigny zwei Jahrhunderte und sieben Generationen lang.
Jeanne de Joigny, die Erbtochter des letzten Grafen, heiratete Charles II. de Valois, Comte d’Alençon, doch blieb die Ehe kinderlos, so dass der vorgesehene Erbgang nicht zustande kam. Erbe der Grafschaft wurde daher Simon de St. Croix, der durch seine Mutter ein Enkel von Graf Guillaume III. war; er regierte aber nur von 1336 bis 1338 und verkaufte dann seine Rechte an die Familie Noyers.

## Stammliste
1. NN
  1. Renaud (1137/71 bezeugt), Comte de Joigny; ⚭ Adèle de Nevers (1161/92 bezeugt), Tochter von Guillaume III., Comte de Nevers, und Mathilde (Haus Monceaux)
    1. Guillaume I. (1177 bezeugt; † 1221); ⚭ I vor 1179, geschieden 1186, Adèle de Courtenay, Tochter von Pierre I., Seigneur de Courtenay, (Haus Frankreich-Courtenay), und Elisabeth de Courtenay (Haus Courtenay)
      1. (I) Pierre († April 1222), Ritter; ⚭ Elisabeth († vor 31. März 1222)
      2. (II) Guillaume II. († vor April 1248); ⚭ vor Juni 1230 Elisabeth de Noyers (1231 bezeugt), Tochter von Milon VII.
        1. Guillaume III., Ritter (1248/61 bezeugt); ⚭ I Agnès de Châteauvillain (1248 bezeugt), Tochter von Simon II., Seigneur de Châteauvillain (Maison de Broyes); ⚭ II (Ehevertrag vom 8. November 1257) Isabelle de Mello, † nach 1301, Tochter von Guillaume (Haus Mello), sie heiratete in zweiter Ehe vor dem 25. Juli 1276 Humbert II. de Beaujeu († vor 14. November 1285), Seigneur de Montpensier, Connétable von Frankreich, (Haus Beaujeu)
          1. (I) Jean I., 1276 bezeugt (X 1283); ⚭ vor 1279 Marie de Mercoeur (1279/97 bezeugt), Tochter von Béraud VI., Herr von Mercœur, und Béatrix de Bourbon
            1. Jean II. (1305 bezeugt); ⚭ 1297 Agnès de Brienne, 1307 bezeugt, Tochter von Hugo, Graf von Brienne, (Haus Brienne)
              1. Jeanne († 2. September 1335), Comtesse de Joigny; ⚭ April 1314 Charles II. de Valois († 26. August 1346), Comte d’Alençon, (Stammliste der Valois und Haus Valois-Alençon)

            2. Isabelle; ⚭ 1295/97 Håkon V. Magnusson († 1319), König von Norwegen

          2. (I) Isabelle (1257 bezeugt)
          3. (I) Jeanne (1257 bezeugt)
          4. (I) Agnès (1257 bezeugt)
          5. (II) Guillaume (1282 bezeugt; † vor August 1322), Ritter, Seigneur de Saint-Maurice; ⚭ Adèle de Montagu (1322 bezeugt)

      3. (II) Tochter; ⚭ I Guillaume de Chauvigny, Seigneur de Châteauroux 1207/34; ⚭ II Guillaume II. de Vierzon († 1250/52)

    2. Gaucher de Joigny (1180/1236 bezeugt; † vor November 1237), Seigneur de Château-Renard, Seneschall der Grafschaft Nevers; ⚭ vor 1195 Adèle de Venizy (1195/1220 bezeugt), Witwe von André de Brienne, Seigneur de Ramerupt (Haus Brienne); ⚭ II vor Mai 1226 Amicia de Montfort († 20. Februar 1253), Tochter von Simon IV. de Montfort (Haus Montfort-l’Amaury) und Amicie de Montmorency (Haus Montmorency)
      1. (II) Pétronille, zu Sully und Château-Renard; ⚭ I Juni 1249 Pierre de Courtenay, Seigneur de Conches († 1250), ⚭ II 1252 Henri II. de Sully († 1269)
      2. (II) Gaucher (1239 bezeugt; † vor 1249), Geistlicher

    3. Agnès († vor 1188); ⚭ vor 1172 Simon de Broyes, Seigneur de Beaufort (1151/87 bezeugt) (Maison de Broyes)
    4. Hélissent (1198/1222 bezeugt); ⚭ vor 1198 Milon IV., Graf von Bar-sur-Seine († 17./18. August 1211), (Haus Le Puiset)

  2. Helwide (1176/1214 bezeugt), Äbtissin von Saint-Julien in Auxerre